# Kivi Peak
Kivi Peak är en bergstopp i Antarktis. Den ligger i den centrala delen av kontinenten. Inget land gör anspråk på området. Toppen på Kivi Peak är 2 390 meter över havet.
Terrängen runt Kivi Peak är varierad. Trakten är obefolkad. Det finns inga samhällen i närheten.